# Ciemnobiałka popękana

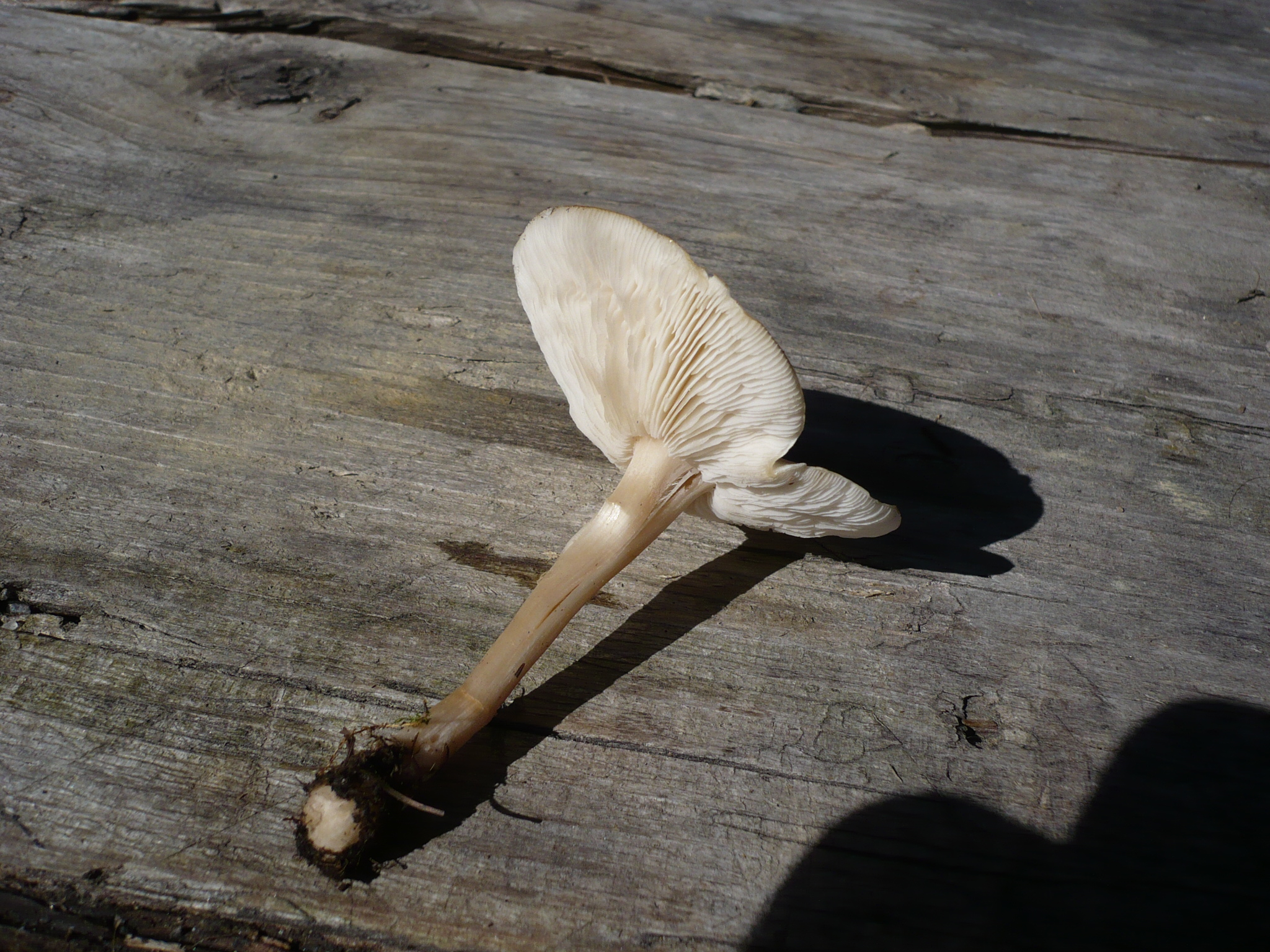

Ciemnobiałka popękana (Melanoleuca strictipes (P. Karst.) Jul. Schäff.) – gatunek grzybów należący do rzędu pieczarkowców (Agaricales).

## Systematyka i nazewnictwo
Pozycja w klasyfikacji według Index Fungorum: Melanoleuca, Incertae sedis, Agaricales, Agaricomycetidae, Agaricomycetes, Agaricomycotina, Basidiomycota, Fungi.
Po raz pierwszy opisał go w 1882 r. Petter Karsten, nadając mu nazwę Tricholoma strictipes. Obecną, uznaną przez Index Fungorum nazwę nadał mu w 1951 r. Julius Schäffer.
Polską nazwę zarekomendował Władysław Wojewoda w 2003 r.

## Morfologia
Kapelusz
Średnica 3–5,5 (11,5) cm, początkowo lekko wypukły z nieco podwiniętym brzegiem, potem płaski lub wklęsły, z niewyraźnym garbkiem i prostym brzegiem, higrofaniczny. Powierzchnia gładka lub drobno łuseczkowata (pod lupą), naga, o barwie od ochrowej do brązowej, na środku jaśniejsza, skórzastożółta do prawie kremowej.
Blaszki
Średnio gęste, L = 50–100, l = (2)3–6, nieregularne, przyrośnięte i zbiegające ząbkiem, faliste, czasem dość wąskie (do 6 mm), kremowe z beżowym odcieniem. Ostrza tej samej barwy, delikatnie owłosione, lekko żółknące podczas suszenia.
Trzon
Wysokość 4–13 cm, grubość × 0,7–1,1 cm, cylindryczny, lekko rozszerzony na wierzchołku, z wyraźną bulwą ośrednicy do 2 cm u podstawy. Powierzchnia podłużnie włóknista, drobno owłosiona, na wierzchołku silniej owłosiona, biała lub biaława, z białą grzybnią u podstawy.
Miąższ
Białawy, ochrowo brązowawy pod kapeluszem, o grzybowym zapachu, czasami podobnym do zapachu spermy. Smak łagodny.
Cechy mikroskopowe
Zarodniki 7–10 × (4)4,5–6 μm, Q = 1,75, elipsoidalne, elipsoidalno-wrzecionowate lub elipsoidalno-cylindryczne, pokryte drobnymi brodawkami z łącznikami, w odczynniku Melzera amyloidalne. Podstawki (19)23–36 × 9–12 μm, 4-zarodnikowe, rzadko 2-zarodnikowe, maczugowate. Bazydiole 15–33 × 5–11 μm, maczugowate, cylindryczne, nieco nabrzmiałe. Cheilocystydy i pleurocystydy duże, (18) 46–85 (90) × (9) 15–21 (28) μm, wrzecionowate, półbutelkowate, czasami mniej lub bardziej lancetowate, tępe, rzadko septowane, cienkościenne, często z lekko grubościennym wierzchołkiem. Strzępki tramy blaszek cylindryczne lub nieco nabrzmiałe, cienkościenne, niedekstrynoidowe, o szerokości do 15(25) μm. Strzępki skórki kapelusza typu ixocutis do subixotrichoderm w środku, cylindryczne, cienkościenne, gładkie lub wewnątrz inkrustowane ziarenkami, niedekstrynoidalne, o szerokości 3–8 μm z wzniesionymi końcówkami. Strzępki w skórce trzonu cylindryczne, równoległe, cienkościenne, niedekstrynoidowe, o średnicy do 7 μm. Kaulocystydy dwóch rodzajów:
- pierwszy rodzaj: częste, 18–48 × 4–12(14) μm, maczugowate, cylindryczne, nieco wrzecionowate, rzadko nieregularne, rozgałęzione lub koralkowate, cienkościenne;
- drugi rodzaj: duże, rozproszone, 59–73 × 13–18 μm, wrzecionowate lub nieco butelkowate, cienkościenne[3].

Strzępki w grzybni u podstawy trzonu cylindryczne, cienkościenne, o średnicy do 8 μm. Cystydy w strzępkach grzybni bardzo rzadkie, 45–52 × 4–4,5 μm, szydłowate. Sprzążek brak.
Gatunki podobne
Ciemnobiałki morfologicznie są trudne do rozróżnienia. W Europie występują dwa podobne gatunki o jasnych, białawych owocnikach. Ciemnobiałka brodawkowanotrzonowa (Melanoleuca verrucipes) jest łatwa do odróżnienia dzięki oryginalnym, czarnym brodawkom lub łuskom na trzonie. Drugi gatunek, Melanoleuca diverticulata, można odróżnić na podstawie cystyd. Niektórzy autorzy jako odrębny gatunek wyróżniają Melanoleuca subalpina. Odróżnia się krótszym trzonem (jest krótszy niż średnica kapelusza), cheilocystydami z zaokrąglonym wierzchołkiem i siedliskiem; rośnie na suchych terenach trawiastych, na halach i alpejskich wrzosowiskach.

## Występowanie i siedlisko
Najwięcej stanowisk podano w Europie, ale notowany jest także w Ameryce Północnej i w Azji. W Polsce do 2003 r. podano 7 stanowisk, w późniejszych latach podano następne. Na Czerwonej liście roślin i grzybów Polski ma status gatunku rzadkiego – potencjalnie zagrożonego z powodu ograniczonego zasięgu geograficznego i małych obszarów siedliskowych.
Naziemny grzyb saprotroficzny. Występuje wśród traw na polanach i pastwiskach, także na górskich halach i wyleżyskach, na obrzeżach lasów i w lasach w sąsiedztwie sosen, brzóz i dębów. Owocniki tworzy od kwietnia do października.

## Znaczenie
Grzyb jadalny.